# Восточная Бенгалия
Восточная Бенгалия (бенг. পূর্ববঙ্গ) — историческая провинция Британской Индии и Пакистана в период с 1947 по 1956 год. Бенгалия была разделена на две части в 1947 году: Западная Бенгалия стала частью Индии, а Восточная — Пакистана (и впоследствии была переименована в Восточный Пакистан).

## Губернаторы
| Срок полномочий                           | Губернатор Восточной Бенгалии           |
| ----------------------------------------- | --------------------------------------- |
| 12 августа 1947 года — 31 марта 1950 года | Фредерик Чалмерз                        |
| 31 марта 1950 года — 31 марта 1953 года   | Фероз Хан Нун                           |
| 31 марта 1953 года — 29 мая 1954 года     | Халикуззаман Чоудхри                    |
| 29 мая 1954 года — май 1955 года          | Искандер Мирза                          |
| май 1955 года — июнь 1955 года            | Мохаммед Шахабуддин                     |
| июнь 1955 года — 14 октября 1955 года     | Амируддин Ахмад                         |
| 14 октября 1955 года                      | Провинция прекратила своё существование |

## Главный министр
| Срок полномочий                              | Главный министр Восточной Бенгалии                | политическая партия             |
| -------------------------------------------- | ------------------------------------------------- | ------------------------------- |
| 15 августа 1947 года — 14 сентября 1948 года | Хаваджа Назимуддин                                | Пакистанская мусульманская лига |
| 14 сентября 1948 года — 3 апреля 1954 года   | Нурул Амин                                        | Пакистанская мусульманская лига |
| 3 апреля 1954 года — 29 мая 1954 года        | Фазлул Хук                                        | Объединённый фронт              |
| 29 мая 1954 года — август 1955 года          | губернатор исполнял обязанности главного министра |                                 |
| август 1955 — 14 октября 1955 года           | Абу Хуссейн Саркар                                | Кришан Срамик                   |
| 14 октября 1955 года                         | Провинция прекратила своё существование           |                                 |